# Magny-Vernois
Magny-Vernois är en kommun i departementet Haute-Saône i regionen Bourgogne-Franche-Comté i östra Frankrike. Kommunen ligger i kantonen Lure-Sud som tillhör arrondissementet Lure. År 2022 hade Magny-Vernois 1 361 invånare.

## Befolkningsutveckling
Antalet invånare i kommunen Magny-Vernois
| Referens: INSEE |